# Đài Loan thuộc Nhật
Đài Loan dưới sự cai trị của Nhật Bản là khoảng thời gian giữa năm 1895 và năm 1945, trong đó đảo Đài Loan và quần đảo Bành Hồ là lãnh thổ phụ thuộc của Đế quốc Nhật Bản vào năm 1895 khi nhà Thanh nhượng lại tỉnh Đài Loan cho Nhật Bản trong Hiệp ước Shimonoseki sau chiến thắng của Nhật Bản trong Chiến tranh Trung-Nhật lần thứ nhất. Phong trào kháng chiến tại Cộng hòa Formosa tồn tại trong thời gian ngắn đã bị quân đội Nhật đàn áp và nhanh chóng bị đánh bại tại chiếm Đài Nam, chấm dứt cuộc kháng chiến có tổ chức đối với sự chiếm đóng của Nhật Bản và khánh thành năm thập kỷ Đài Loan dưới sự thống trị của Nhật Bản. Thủ đô hành chính được đặt tại Taihoku (Đài Bắc) do Tổng đốc Đài Loan cai quản.
Đài Loan là thuộc địa đầu tiên của Nhật Bản và có thể được xem là bước đầu tiên trong việc thực hiện "Nam tiến luận" của họ vào cuối thế kỷ 19. Ý định của Nhật Bản là biến Đài Loan thành một "thuộc địa kiểu mẫu" với nhiều nỗ lực nhằm cải thiện nền kinh tế của hòn đảo, các công trình công cộng, công nghiệp, Nhật hóa văn hóa và hỗ trợ các nhu cầu cần thiết của sự xâm lược quân sự của Nhật Bản ở châu Á-Thái Bình Dương.
Sự cai trị hành chính của Nhật Bản đối với Đài Loan đã chấm dứt sau khi kết thúc chiến tranh với Nhật Bản vào tháng 8 năm 1945 trong Chiến tranh thế giới thứ hai và lãnh thổ này được đặt dưới sự kiểm soát của Trung Hoa Dân Quốc với việc ban hành Sắc lệnh chung số 1. Nhật Bản chính thức từ bỏ chủ quyền đối với Đài Loan trong Hiệp ước San Francisco có hiệu lực ngày 28 tháng 4 năm 1952. Kinh nghiệm về sự cai trị của Nhật Bản, sự cai trị của Trung Hoa Dân Quốc, và vụ thảm sát ngày 28 tháng 2 năm 1947 tiếp tục ảnh hưởng đến các vấn đề như Ngày Tái Độc lập, bản sắc quốc gia dân tộc, bản sắc dân tộc và chính thức phát động Phong trào độc lập Đài Loan.

## Lịch sử

### Thời kỳ chính quyền đầu tiên (không có học thuyết chính sách, 1895–1915)

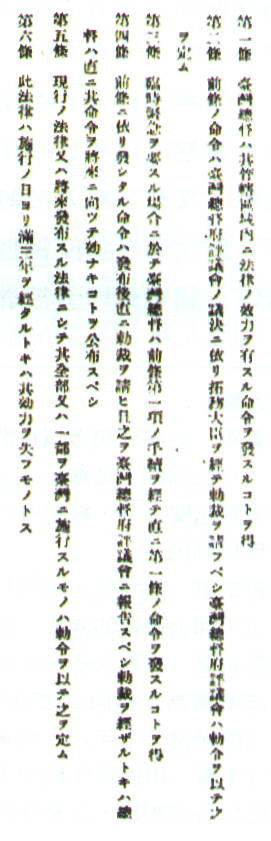
Lục Tam luật

Trong thời kỳ đầu bị Nhật Bản chiếm đóng, Hiệp ước Shimonoseki được ký kết giữa nhà Thanh và Nhật Bản có hiệu lực vào ngày 8 tháng 5 năm 1895, từ Chiến tranh Ất Mùi tháng 5 năm 1895 đến sự kiện đền Tây Lai năm 1915. Ngày 17 tháng 6 năm 1895, tổng đốc đầu tiên của Đài Loan Kabayama Sukenori trong Bố chinh sứ ty hành đài tuyên bố tại Đài Loan, "sự khởi đầu của chính trị.". Trong khoảng thời gian 20 năm, Nhật Bản cai trị Đài Loan bởi phủ Tổng đốc Đài Loan và quân đội Nhật Bản, đã vấp phải sự kháng cự ngoan cố của người dân Đài Loan. Bên cạnh những hy sinh nặng nề, nó còn bị cộng đồng quốc tế chế giễu, chính vì vậy, trong Quốc hội năm 1897, đã có ý kiến về việc có nên bán Đài Loan cho Pháp với giá 100 triệu Yên hay không, người ta gọi là "Đài Loan mại khuớc luận". Trong hoàn cảnh đó, những người cầm quyền ở Nhật Bản tập trung trấn áp các người dự bổ cho chức tổng đốc Đài Loan đều được phong làm tùy viên quân sự cấp trung tướng hoặc thượng tướng.

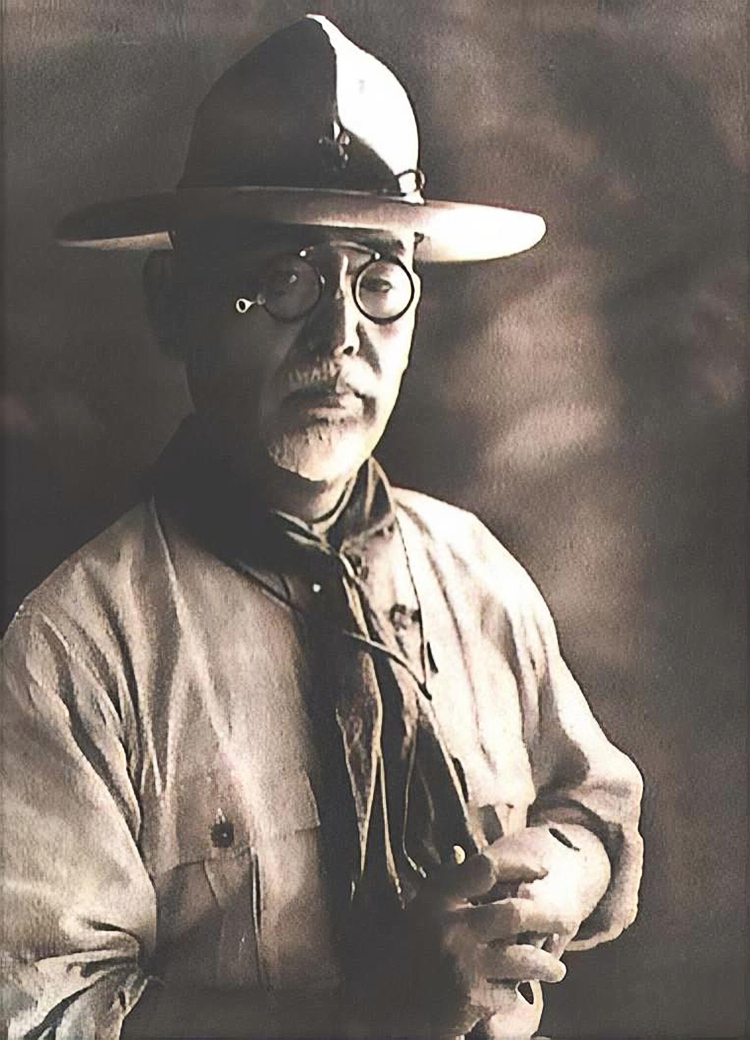
Gotō Shinpei trong bộ đồng phục trinh sát nam

Năm 1898, Thiên hoàng Minh Trị đã bổ nhiệm Kodama Gentarō làm thống đốc thứ tư và bổ nhiệm Gotō Shinpei làm dân chính trưởng quan làm phụ tá cho ông. Ngoài ra, sau khi Nhật Bản đến Đài Loan vào cuối năm 1902 để loại bỏ các lực lượng của phong trào chống Nhật ở Đài Loan, các thành viên đều là người Nhật; và quyền điều hành của phủ Tổng đốc Đài Loan, phải tuân theo luật pháp Nhật Bản, được thành lập. Chính sách thuộc địa của Nhật Bản, vừa mềm vừa cứng, thường được gọi là chế độ cai trị đặc biệt.
Trên thực tế, khi Nhật Bản cai trị Đài Loan, đã có sự tranh chấp giữa hai đường lối cai trị thuộc địa. Dòng đầu tiên là chủ nghĩa cai trị đặc biệt do Gotō Shinpei đại diện, nhưng ông cũng bị chủ nghĩa thực dân khoa học kiểu Đức mê hoặc. Ông thay đổi suy nghĩ, từ sinh học quan điểm trên, sự đồng hoá của các thuộc địa các dân tộc không phải là khả năng cũng không khả thi, vì vậy ý tưởng đi theo con đường của chế độ thuộc địa của Anh, Đài Loan và các luật mới khác là lãnh thổ thuộc địa, mà được tách ra từ nội địa bên ngoài lãnh thổ đế quốc, không áp dụng luật pháp nội địa và phải được quản lý theo một cách độc lập và đặc biệt. Ông tin rằng cần phải tìm hiểu các phong tục cũ của Đài Loan trước, sau đó đề xuất các biện pháp đối phó với vấn đề. Nguyên tắc này được gọi là "nguyên tắc sinh học", đồng thời nó cũng thiết lập quy luật đồng hóa dần dần.
Riêng đối với lộ trình học thuyết cai trị thuộc địa, thì do Hara Takashi đại diện cho chủ nghĩa mở rộng nội địa. Hara Takashi, người bị ảnh hưởng bởi tư tưởng thuộc địa của Pháp, tin rằng Đài Loan và Triều Tiên là hai quốc gia có nền văn hóa và khu vực dân tộc tương đồng, có thể bị đồng hóa vào Nhật Bản, nên chủ trương coi lãnh thổ mới thuộc là "tuy hơi khác với nội địa, nhưng vẫn là một phần của nội địa" và luật pháp của nó có thể áp dụng trực tiếp.
Từ năm 1896 đến năm 1918, nguyên tắc đặc biệt của Gotō Shinpei, dân chính trường quan, đã chi phối chính sách của Đài Loan. Trong khoảng thời gian này, tổng đốc Đài Loan, dưới sự ủy quyền của "Lục Tam pháp" và "Tam Nhất pháp", được hưởng cái gọi là "quyền lực pháp lý đặc biệt", kết hợp các quyền lực hành pháp, lập pháp, tư pháp và quân sự. Tổng đốc Đài Loan, người nắm quyền lực tuyệt đối, không chỉ trấn áp hiệu quả phong trào vũ trang chống Nhật, mà còn kiểm soát chặt chẽ toàn bộ xã hội Đài Loan (bao gồm cả an ninh công cộng).
Theo thống kê chính thức do Gotō Shinpei trích dẫn, trong 4 năm từ 1898 đến 1902, số "thổ phỉ" Đài Loan bị phủ Tổng đốc giết hại là 11.950 người. Trong 8 năm trước khi Nhật Bản cai trị Đài Loan, tổng cộng là 32.000 người đã bị giết bởi người Nhật, hơn 1% tổng dân số vào thời điểm đó.

### Thời kỳ đồng hóa (chủ nghĩa mở rộng nội địa, 1915–1937)

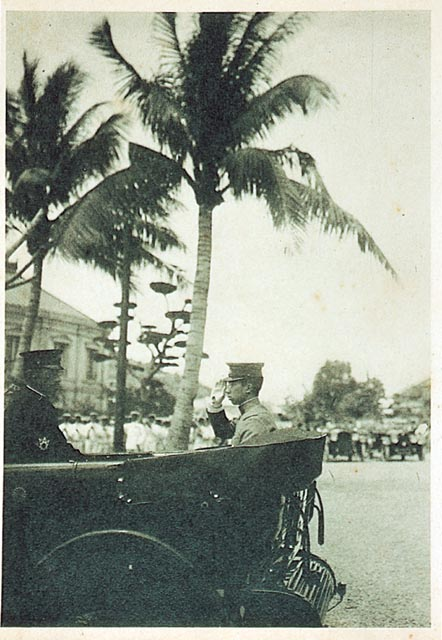
Thái tử Chiêu Hòa tới thăm Đài Loan năm 1923, bức ảnh chụp trước Đồn Cao Hùng.

Thời kỳ thứ hai Nhật Bản cai trị Đài Loan bắt đầu vào năm 1915 (cuộc kháng chiến vũ trang cuối cùng của người Hán) xảy ra trong sự kiện đền Tây Lai (còn được gọi là sự kiện Tiếu Na hoặc sự kiện Ngọc Tỉnh, xảy ra trên lãnh thổ của thành phố Đài Nam ngày nay), cho đến khi Chiến tranh Trung-Nhật bùng nổ vào năm 1937 cho đến. Trong thời kỳ này, tình hình quốc tế đã có những thay đổi đáng kể. Chiến tranh thế giới thứ nhất bi thảm từ năm 1914 đến năm 1918 về cơ bản đã làm lung lay quyền lực của các cường quốc phương Tây đối với các thuộc địa. Sau cuộc chiến này, chủ nghĩa dân tộc phát triển mạnh mẽ trong thế kỷ 19 nói chung chỉ có thể áp dụng cho các quốc gia lớn hơn, và nó cũng có thể áp dụng cho các quốc gia đã bị biến thành quốc gia yếu sau Chiến tranh thế giới thứ nhất. Trong trường hợp này, dân chủ và tự do tư tưởng tất cả các cơn thịnh nộ, học thuyết dân tộc tự quyết càng lan rộng trên toàn thế giới. Tháng 1 năm 1918, Tổng thống Mỹ Woodrow Wilson sáng kiến nguyên tắc dân tộc tự quyết và sau này là Lenin chủ trương "Cách mạng thuộc địa" lan rộng khắp các thuộc địa để cạnh tranh với nhau. Để giảm bớt sự kháng cự của thực dân, các đế quốc suy yếu bắt đầu nhượng bộ người dân thuộc địa, hứa hẹn quyền tự trị thuộc địa lớn hơn hoặc một hệ thống khai sáng hơn.
Vào giữa những năm 1910, hệ sinh thái chính trị của Nhật Bản cũng thay đổi. Trong thời kỳ này, Nhật Bản đang ở trong thời kỳ gọi là Dân chủ Đại Chính, trong đó chế độ phong kiến và chính trị quan liêu được chuyển thành chính trị đảng phái và chính trị nghị viện. Năm 1919, Den Kenjirō được bổ nhiệm làm tổng đốc dân sự đầu tiên của Đài Loan, trước khi nhậm chức, ông đã đàm phán với Thủ tướng Nhật Bản Hara Takashi. Ông nói rằng tinh thần của chính sách đồng hóa là chủ nghĩa mở rộng nội địa, tức là coi Đài Loan như một phần mở rộng của nội địa Nhật Bản, có ý nghĩa và nghĩa vụ đối với nhà nước.
Trong 20 năm tiếp theo, các tổng đốc phủ liên tiếp của tổng đốc tiếp tục chính sách này. Về các biện pháp cụ thể, việc thực hiện quyền tự trị địa phương, thành lập Hội bình nghị phủ tổng đốc Đài Loan, việc ban hành chế độ cộng học Nhật-Đài và Luật hôn nhân đồng giới, bãi bỏ môn đăng hộ đối và các phần thưởng của Nhật Bản đã được thực hiện. khá hiệu quả trong việc thúc đẩy quá trình đồng hóa và cũng đã thay đổi quá khứ của chuyển đến Shinpei. "không có chính sách làm chính sách", "chỉ cần bảo trì đường sắt, tiêm chủng và nước sinh hoạt" công việc nội bộ và chính sách quản lý, vì vậy đây thời kỳ có thể gọi là thời kỳ của chính sách đồng hóa hoàn toàn khác với phương thức quản trị của thời kỳ cầm quyền đầu tiên.

### Thời kỳ chính sách hoàng dân hóa (1937–1945)
Từ năm 1937, sự kiện Lư Câu Kiều, kéo dài đến Chiến tranh thế giới thứ hai cho đến cuối năm 1945, sự cai trị của thực dân Nhật Bản ở Đài Loan theo một giai đoạn khác. Kể từ khi Nhật Bản phát động cuộc chiến tranh xâm lược Trung Quốc, phủ Tổng đốc Đài Loan lại tiếp tục thành lập chức tùy viên quân sự vào tháng 9 năm 1936 để đáp ứng nhu cầu của thời chiến. Năm 1933, việc Nhật Bản rút khỏi Hội Quốc Liên dẫn đến lệnh cấm vận và trừng phạt vật chất của Hội Quốc Liên, vì vậy Nhật Bản cần Đài Loan hỗ trợ vật chất cho Hội Quốc Liên. Tuy nhiên, để người Đài Loan làm việc chung thì không nhất thiết người Đài Loan phải hoàn toàn ở nội địa. Vì vậy, ngoài việc hủy bỏ các phong trào xã hội đã cho phép trước đây, phủ Tổng đốc cũng hoàn toàn tham gia vào phong trào Hoàng dân hóa. Phong trào vận động để người Đài Loan học tập đầy đủ về Nhật Bản về tên gọi, văn hóa, ngôn ngữ,... và vận động người Đài Loan tham gia đầy đủ vào công việc thời chiến của mình, và phong trào này tiếp tục cho đến khi chiến tranh thế giới thứ hai kết thúc năm 1945. Loại biện pháp này, do phủ Tổng đốc Đài Loan chỉ đạo và cố gắng thúc đẩy người dân Đài Loan trung thành với Nhật Bản, là phong trào của Thiên hoàng, mà cuối cùng, là một hình thức nội địa hóa cực đoan.

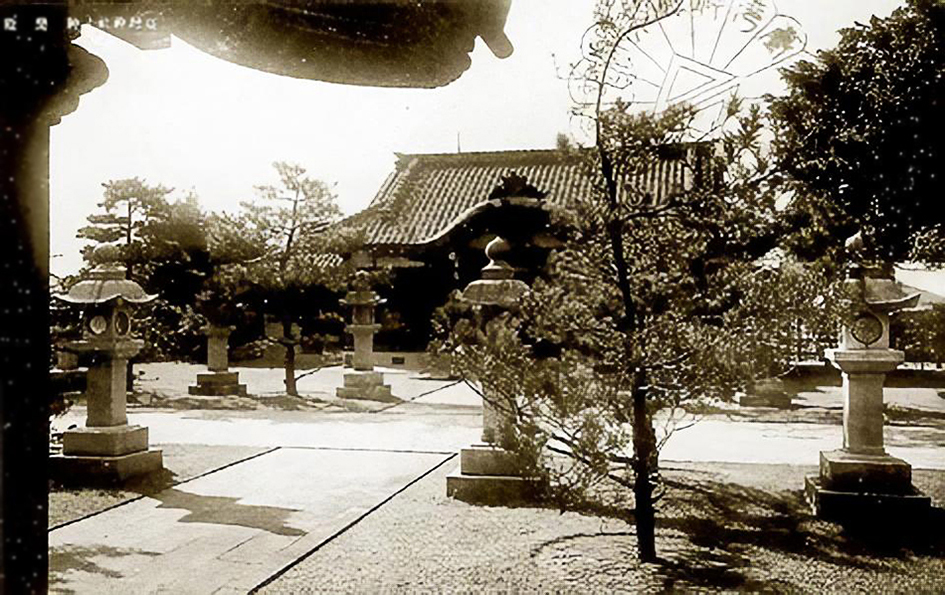
Đằng trước Thần cung Đài Loan, lá chính thức trong thời Nhật Bản chiếm đóng và bên phải là tem chết của gia huy của Tổng đốc phủ ở Đài Loan

Phong trào Hoàng dân hóa được chia thành hai giai đoạn. Giai đoạn đầu tiên là "Động viên tinh thần quốc dân" từ cuối năm 1936 đến năm 1940, tập trung vào việc "thiết lập sự hiểu biết về tình hình hiện tại và tăng cường nhận thức quốc gia". Giai đoạn thứ hai là "Thời kỳ phong trào công vụ của Thiên hoàng" từ năm 1941 đến năm 1945. Mục đích chính là thực hiện triệt để tư tưởng của Đế quốc Nhật Bản, nhấn mạnh việc đứng lên thực hành và làm cho người Đài Loan trung thành với Đế quốc Nhật Bản.
Để thúc đẩy phong trào đế quốc hóa, phủ Tổng đốc Đài Loan bắt đầu bắt người Đài Loan phải nói tiếng Nhật, mặc kimono, sống trong những ngôi nhà kiểu Nhật, từ bỏ tín ngưỡng dân gian Đài Loan, đốt bài vị tổ tiên và chuyển sang Thần đạo Nhật Bản. Để đáp ứng nhu cầu nhân lực của quân đội Nhật Bản tại mặt trận Trung Quốc sau sự cố Lư Cầu Kiều, vào năm 1937, lần đầu tiên các quân nhân Đài Loan đã được tuyển dụng để vận chuyển quân nhu như một giải pháp cho đội quân hạng nặng vô song của quân Đài Loan. Ngoài ra, chính quyền thuộc địa cũng công bố phương pháp đổi tên vào năm 1940 và thúc đẩy phong trào đổi từ người Hán sang người Nhật. Sau khi chiến tranh Thái Bình Dương nổ ra, do chiến tranh ngày càng mở rộng, quân đội ngày càng cần nhiều hơn, chính quyền Nhật Bản bắt đầu triển khai vào năm 1942, hệ thống tình nguyện đặc biệt của quân Đài Loan, tình nguyện viên Takasago sẽ tiến tới phục vụ nhà nước, trong 1943 việc thực hiện hệ thống tình nguyện viên đặc biệt của Hải quân và năm 1945 sẽ thực hiện đầy đủ [[Chế độ quân dịch bắt buộc|chế độ quân dịch trong năm.
Ngoài số lượng lớn thanh niên thương vong do đi lính, Đài Loan còn phải hứng chịu một đòn kinh tế lớn. Sau năm 1944, bị ảnh hưởng bởi 25 cuộc không kích quy mô lớn của lực lượng Đồng minh, giá trị sản xuất nông nghiệp và công nghiệp của Đài Loan bị ảnh hưởng đã giảm xuống mức thấp nhất vào năm 1945 trước khi chiến tranh kết thúc. Nếu so với năm 1937, giá trị sản lượng nông nghiệp chỉ bằng 49% của năm 1937, và giá trị sản lượng công nghiệp chưa bằng 33%. Mỏ than giảm từ 200.000 tấn xuống còn 15.000 tấn, nguồn cung cấp điện là 320.000 kilowatt so với trước chiến tranh và chỉ còn 30.000 kilowatt sau chiến tranh.
Do Chiến tranh Thái Bình Dương bùng nổ, Nhật Bản đã không thể đương đầu với việc tuyển mộ một số lượng lớn binh lính. Vào ngày 1 tháng 4 năm 1945, cư dân Triều Tiên và Đài Loan ngoài sắc lệnh của Thiên hoàng Nhật Bản có quyền tham gia vào quyền lực chính trị của Hội nghị Đế quốc Nhật Bản và lệnh nhập ngũ đã được ban hành trước đó.
Ngoài ra, trong chiến tranh thế giới thứ hai, người Nhật đã thoải mái cưỡng bức tuyển mộ nhiều phụ nữ ở Đài Loan. Phần lớn phụ nữ thoải mái được tuyển dụng dưới sự ép buộc hoặc lừa dối, điều này gây ra những tổn thương nghiêm trọng về thể chất và tinh thần cho các nạn nhân. Cho đến nay, vụ việc này vẫn bị quần chúng coi là hành động chà đạp lên quyền và nhân phẩm của phụ nữ. Trong xã hội Đài Loan ngày nay, có những tổ chức chuyên nghiên cứu lịch sử của những người phụ nữ an nhàn (chẳng hạn như Phụ nữ cứu viện cơ kim hội) và hỗ trợ những phụ nữ an nhàn sống sót cho đến nay yêu cầu Nhật Bản bồi thường.

## Chính quyền

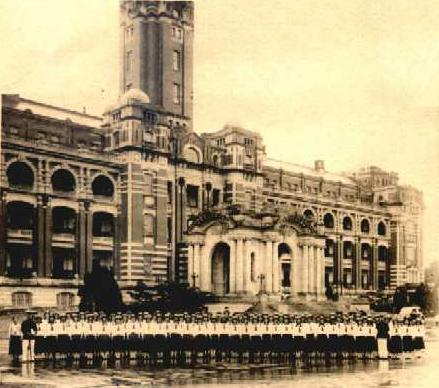
Các nữ sinh trung học đứng trước Dinh tổng đốc vào năm 1937

Là cơ quan quyền lực thuộc địa cao nhất ở Đài Loan trong thời kỳ Nhật Bản cai trị, Dinh Tổng đốc Đài Loan do Tổng đốc Đài Loan được Tōkyō bổ nhiệm đứng đầu. Quyền lực tập trung cao độ với việc Toàn quyền nắm quyền hành pháp, lập pháp và tư pháp tối cao, khiến chính phủ trở thành chế độ độc tài.

### Phát triển
Trong thời kỳ đầu tiên ra đời, Chính phủ thuộc địa bao gồm ba cơ quan: nội vụ, lục quân và hải quân. Bộ Nội vụ được chia thành bốn văn ngành: nội vụ, nông nghiệp, tài chính và giáo dục. Cơ quan Lục quân và Hải quân được hợp nhất để tạo thành một Cục Quân sự duy nhất vào năm 1896. Sau những cải cách vào các năm 1898, 1901 và 1919, Cục Nội vụ đã có thêm ba văn phòng: Tổng cục, Tư pháp và Truyền thông. Cấu hình này sẽ tiếp tục cho đến khi kết thúc chế độ thuộc địa. Chính quyền thuộc địa Nhật Bản chịu trách nhiệm xây dựng bến cảng và bệnh viện cũng như xây dựng cơ sở hạ tầng như đường sắt và đường bộ. Đến năm 1935, người Nhật đã mở rộng các con đường thêm 4.456 km, so với 164 km tồn tại trước khi Nhật Bản chiếm đóng. Chính phủ Nhật Bản đã đầu tư rất nhiều tiền vào hệ thống vệ sinh trên đảo. Các chiến dịch chống chuột và nguồn cung cấp nước không sạch này đã góp phần làm giảm các bệnh như dịch tả và sốt rét.

### Tổng đốc
Trong suốt thời kỳ Nhật Bản cai trị, Dinh Tổng đốc vẫn là cơ quan trung ương trên thực tế ở Đài Loan. Việc xây dựng và phát triển chính sách của chính phủ trước hết là vai trò của bộ máy hành chính trung ương hoặc địa phương.
Trong 50 năm cai trị của Nhật Bản từ 1895 đến 1945, Tōkyō đã phái mười chín tổng đốc đến Đài Loan. Trung bình, một tổng đốc phục vụ khoảng 2,5 năm. Toàn bộ thời kỳ thuộc địa có thể được chia thành ba thời kỳ dựa trên lý lịch của tổng đốc: thời kỳ quân sự sơ khai, thời kỳ Dân sự và thời kỳ Quân sự sau này.
Các tổng đốc từ thời kỳ đầu của quân đội bao gồm Kabayama Sukenori, Katsura Tarō, Nogi Maresuke, Kodama Gentarō, Sakuma Samata, Ando Sadami và Akashi Motojirō. Hai trong số các tổng đốc trước năm 1919, Nogi Maresuke và Kodama Gentarō, sẽ trở nên nổi tiếng trong Chiến tranh Nga-Nhật. Ando Sadami và Akashi Motojirō thường được thừa nhận đã thực hiện được nhiều nhất cho lợi ích của Đài Loan trong suốt nhiệm kỳ của mình, với Akashi Motojirō thực sự yêu cầu trong di chúc của mình rằng ông được chôn cất tại Đài Loan.
Thời kỳ Dân sự xảy ra gần giống với nền Dân chủ Đại chính ở Nhật Bản. Các tổng đốc từ thời đại này hầu hết được đề cử bởi Quốc hội Nhật Bản và bao gồm Den Kenjirō, Uchida Kakichi, Izawa Takio, Kamiyama Mitsunoshin, Kawamura Takeji, Ishizuka Eizō, Ōta Masahiro, Minami Hiroshi và Nakagawa Kenzō. Trong nhiệm kỳ của mình, chính phủ thuộc địa đã dành phần lớn nguồn lực của mình để phát triển kinh tế và xã hội hơn là đàn áp quân sự.
Thời kỳ sau tổng đốc này tập trung chủ yếu vào việc hỗ trợ nỗ lực chiến tranh của Nhật Bản và bao gồm Kobayashi Seizō, Hasegawa Kiyoshi và Andō Rikichi.
Danh sách cac tổng đốc Đài Loan
1. Kabayama Sukenori (1895–1896)
2. Katsura Tarō (1896)
3. Nogi Maresuke (1896–1898)
4. Kodama Gentarō (1898–1906)
5. Sakuma Samata (1906–1915)
6. Andō Sadami (1915–1918)
7. Akashi Motojirō (1918–1919)
8. Den Kenjirō (1919–1923)
9. Uchida Kakichi (1923–1924)
10. Izawa Takio (1924–1926)
11. Kamiyama Mitsunoshin (1926–1928)
12. Kawamura Takeji (1928–1929)
13. Ishizuka Eizō (1929–1931)
14. Ōta Masahiro (1931–1932)
15. Minami Hiroshi (1932)
16. Nakagawa Kenzō (1932–1936)
17. Kobayashi Seizō (1936–1940)
18. Kiyoshi Hasegawa (1940–1944)
19. Andō Rikichi (1944–1945)

### Quan tổng vụ trưởng
Quan tổng vụ trưởng (総務長官, Sōmu chōkan, "tổng vụ trưởng quan") là người thực thi chính sách thuộc địa ở Đài Loan và là cá nhân quyền lực thứ hai trong chính quyền thuộc địa.

### Phân cấp hành chính

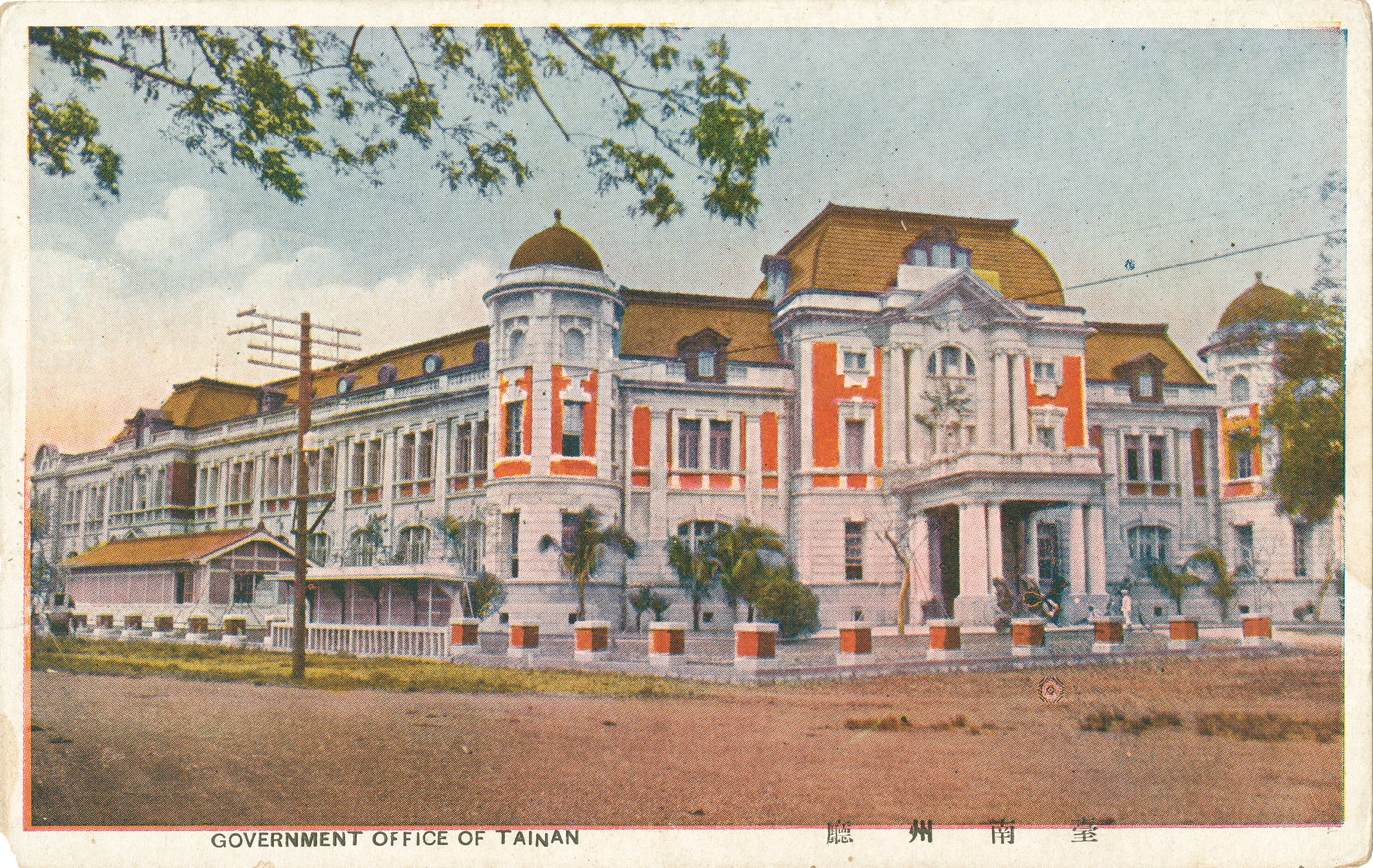
Tòa nhà chính phủ ở phủ Đài Nam

Bên cạnh quan tổng đốc và quan tổng vụ trưởng, phủ tổng đốc là một bộ máy quan liêu có thứ bậc nghiêm ngặt bao gồm các phòng hành pháp, nông nghiệp, tài chính, giáo dục, khai thác mỏ, đối ngoại và tư pháp. Các cơ quan chính phủ khác bao gồm tòa án, cơ sở sửa sai, trại trẻ mồ côi, học viện cảnh sát, cơ quan giao thông vận tải và cảng, cơ quan độc quyền, trường học các cấp, một trạm nghiên cứu nông nghiệp và lâm nghiệp và Đại học Đế quốc Taihoku.
Về mặt hành chính, Đài Loan được chia thành 5 châu (州, shū) và 3 sảnh (庁, chō) để quản lý địa phương. Năm 1926, toàn bộ các châu (sảnh) được phân chia cụ thể như sau:
| Tên                 | Tên      | Tên              | Tên           | Diện tích (km²) | Dân số (1941) | Huyện hiện nay                                                         |
| Châu (sảnh)         | Kanji    | Kana             | Rōmaji        | Diện tích (km²) | Dân số (1941) | Huyện hiện nay                                                         |
| ------------------- | -------- | ---------------- | ------------- | --------------- | ------------- | ---------------------------------------------------------------------- |
| Đài Bắc châu        | 台北州   | たいほくしゅう   | Taihoku-shū   | 4.594,2371      | 1.140.530     | thành phố Cơ Long, thành phố Tân Bắc, thủ đô Đài Bắc, huyện Nghi Lan   |
| Tân Trúc châu       | 新竹州   | しんちくしゅう   | Shinchiku-shū | 4.570,0146      | 783.416       | thành phố Tân Trúc, huyện Tân Trúc, huyện Miêu Lật, thành phố Đào Viên |
| Đài Trung châu      | 台中州   | たいちゅうしゅう | Taichū-shū    | 7.382,9426      | 1.303.709     | huyện Chương Hóa, huyện Nam Đầu, Đài Trung                             |
| Đài Nam châu        | 台南州   | たいなんしゅう   | Tainan-shū    | 5.421,4627      | 1.487.999     | thành phố Gia Nghĩa, huyện Gia Nghĩa, thành phố Đài Nam, Vân Lâm       |
| Cao Hùng châu       | 高雄州   | たかおしゅう     | Takao-shū     | 5.721,8672      | 857.214       | thành phố Cao Hùng, huyện Bình Đông                                    |
| Hoa Liên Hương sảnh | 花蓮港庁 | かれんこうちょう | Karenkō-chō   | 4.628,571       | 147.744       | huyện Hoa Liên                                                         |
| Đài Đông sảnh       | 台東庁   | たいとうちょう   | Taitō-chō     | 3.515,2528      | 86.852        | huyện Đài Đông                                                         |
| Bành Hồ sảnh        | 澎湖庁   | ほうこちょう     | Hōko-chō      | 126,8642        | 64.620        | huyện Bành Hồ                                                          |

## Kinh tế

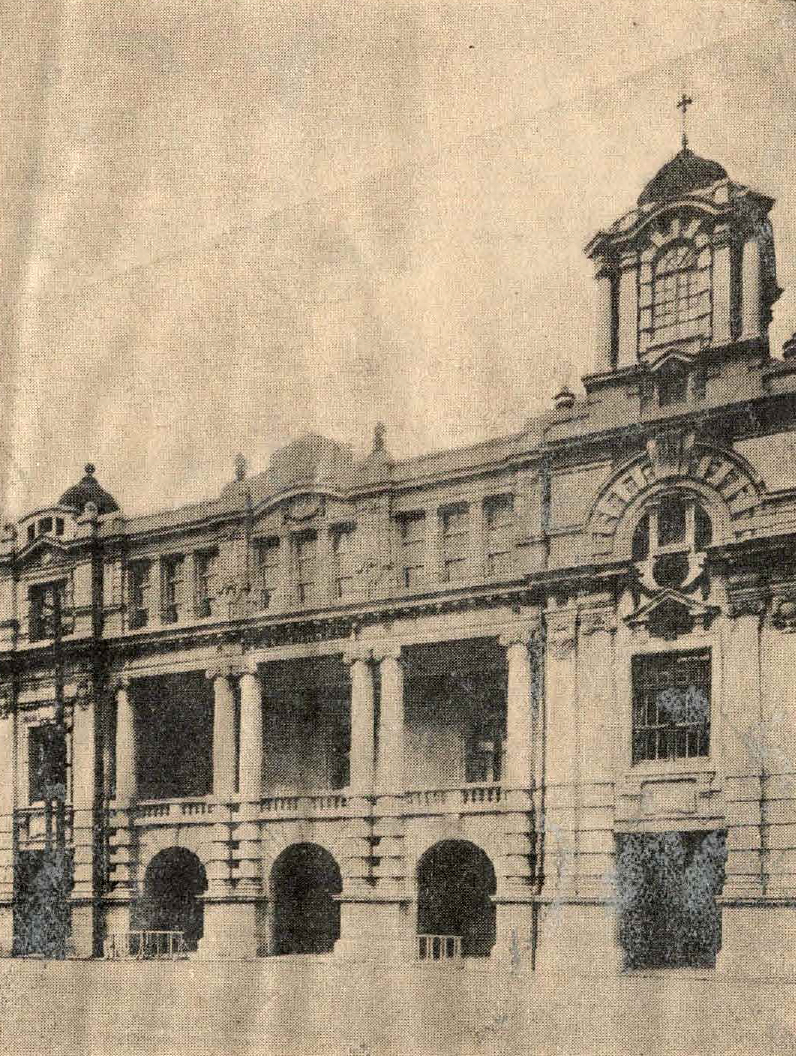
Ngân hàng Trung lập Osaka

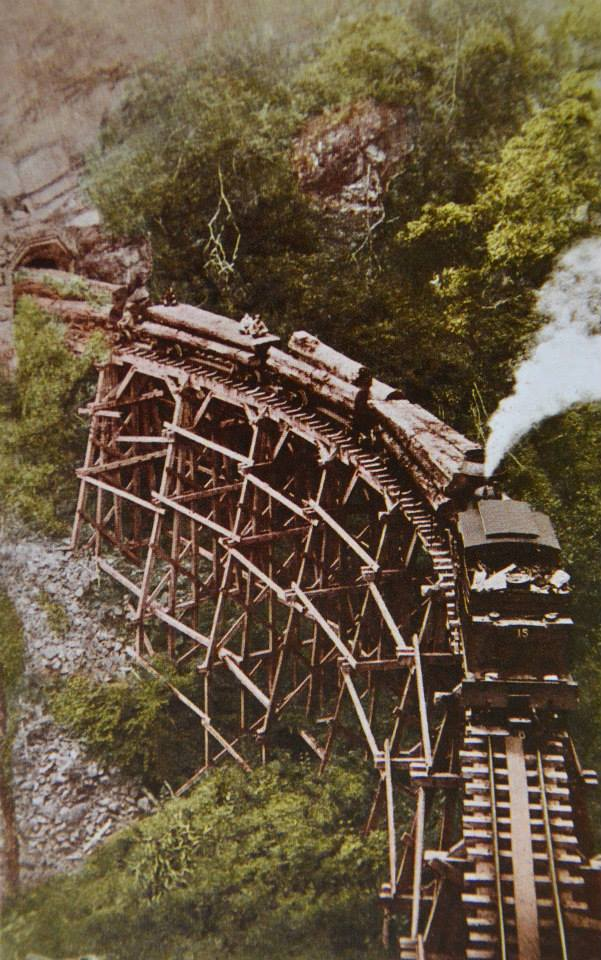
Lâm nghiệp A Lý Sơn trong thời kỳ Nhật Bản chiếm đóng.

Kinh tế Đài Loan trong thời kỳ cai trị của Nhật Bản, phần lớn, là một nền kinh tế thuộc địa tiêu chuẩn. Cụ thể, nguồn nhân lực và tài nguyên thiên nhiên của Đài Loan được sử dụng để hỗ trợ sự phát triển của Nhật Bản, một chính sách bắt đầu dưới thời tổng đốc Kodama Gentarō và đạt đến đỉnh cao vào năm 1943, giữa chiến tranh thế giới thứ hai. Từ năm 1900 đến năm 1920, nền kinh tế Đài Loan bị chi phối bởi ngành công nghiệp đường, trong khi từ năm 1920 đến năm 1930, gạo là mặt hàng xuất khẩu chính. Trong hai thời kỳ này, chính sách kinh tế chủ yếu của chính quyền thuộc địa là "công nghiệp cho Nhật Bản, nông nghiệp cho Đài Loan". Sau năm 1930, do nhu cầu chiến tranh, chính quyềb thuộc địa bắt đầu theo đuổi chính sách công nghiệp hóa. Dưới thời tổng đốc thứ 7, Akashi Motojirō, một vùng đầm lầy rộng lớn ở miền trung Đài Loan đã được biến thành một con đập khổng lồ để xây dựng một nhà máy thủy lực phục vụ công nghiệp hóa. Con đập và khu vực xung quanh của nó, được biết đến rộng rãi với tên gọi Hồ Nhật Nguyệt (日月潭 Nichigetsu-tan, Hán-Việt: Nhật Nguyệt đầm) ngày nay, đã trở thành một địa điểm không thể bỏ qua đối với du khách nước ngoài khi đến thăm Đài Loan.
Mặc dù trọng tâm chính của mỗi giai đoạn này khác nhau, mục tiêu chính xuyên suốt thời gian qua là tăng năng suất của Đài Loan để đáp ứng nhu cầu ở Nhật Bản, một mục tiêu đã đạt được thành công. Là một phần của quá trình này, những ý tưởng, khái niệm và giá trị mới đã được giới thiệu cho người Đài Loan; Ngoài ra, một số dự án công trình công cộng, chẳng hạn như đường sắt, giáo dục công cộng và viễn thông, đã được thực hiện. Khi nền kinh tế phát triển, xã hội ổn định, chính trị dần dần được tự do hóa, và sự ủng hộ của dân chúng đối với chính quyền thuộc địa bắt đầu tăng lên. Do đó, Đài Loan đóng vai trò là nơi trưng bày tuyên truyền của Nhật Bản về các nỗ lực thuộc địa trên khắp châu Á, như được trưng bày trong Triển lãm Đài Loan năm 1935.